# Хірам II
Хірам II (*д/н — бл. 730 до н. е.) — цар міст-держав Тіра в 739—730 роках до н. е. і Сідона до 733/732 року до н. е.

## Життєпис
Походил з династії Ітобаала. Ймовірно син Ітобаала II, царя Тіра. За материнською лінією був напевне онуком Хірама I, царя Сідона. Ймовірно десь у 740-х роках до н. е. після смерті стрийка (ім'я невідоме) посів трон Сідона. Ймовірно це сталося близько 743 року до н. е. Можливо панував тут разом з батьком, оскільки є згадка про того в ассирійських джерелах як Тубаал.
У 739 році до н. е. став царем Тіра. Таким чином, зумів відродити потужне Тіро-Сідонське царство, встановивши владу над Південною Фінікією.
Втім не наважився негайнов иступити проти ассирійського царя Тіглатпаласара III, визнавши того зверхність у 738/737 році до н. е. В наступні роки відновив владу над фінікійськими містами Кіпру, зокрема Кітіоном, та володів важливими мідними копальнями біля Аматуса і Лімасола.
Разом з тим тіро-сідонський цар активно розбудовував політичні та торговельні зв'язки з Ахазом, царем Юдеї, з яким здійснював торгівлю з Аравією.
З 734 року до н. е. з'являються згадки про ассирійських чиновників в Тірі й Сідоні, в обов'язки яких входив нагляд за торгівлею в портах цих міст і спостереження за ситуацією в Фінікії. У листі до Тіглатпаласара III намісник Курди-Ашшур-Ламур повідомляв про одного з таких чиновників — Набу-Шезіб, — що став на заваді спробі Хірама II вивести з Сідону до Тіра одну з реліквій — священне дерево (еку). У посланні також згадувалося про заборону, накладеному царем Ассирії на торгівлю тірянами і сідонцями лісом з єгиптянами і філістимлянами.
У 734 році до н. е. вступив у союз з Резоном II, царем Араму, Пекахом, царем Ізраїлю, та Ганноном, царем Гази і усіх філістімлян. Втім у 733 році до н. е. коаліція зазнала поразки, 732 року до н. е. Резон II втратив владу, а Хірам II вимушен був особисто з'явитися у військовому таборі Тіглатпаласара III, знову визнавши його зверхність. Хірам II зберіг владу над Тіром, але втратив Сідон, який перейшов під владу Лулі. також було збільшено розмір данини, а тірські володіння втратили містечко Магалаб, яке перейшло під безпосередню владу ассирійців.
Втім у 730 році до н. е. ймовірно за підтримки ассирійських шпигунів Хірама II було повалено Маттаном II, можливо родичем Лулі.